# Echinasteridae
Famille
Les Echinasteridae sont une famille d'étoiles de mer (Asteroidea) de l'ordre des Spinulosida.

## Description et caractéristiques
Ce sont des étoiles régulières au disque central très réduit, autour duquel rayonnent cinq bras cylindriques sans marge distincte entre les faces orale et aborale. Le squelette calcaire réticulé affleure sous l'épiderme, qui est dépourvu de granulation. Ces étoiles n'ont ni paxille ni pédicellaire.
Un risque de confusion existe avec leurs cousines tropicales éloignées les Ophidiasteridae.

## Liste des genres
| Selon World Register of Marine Species (18 décembre 2013) : ... - genre Aleutihenricia Clark & Jewett, 2010 -- 4 espèces - genre Dictyaster Wood-Mason & Alcock, 1891 -- 1 espèce - genre Echinaster Müller & Troschel, 1840 -- 17 espèces - genre Henricia Gray, 1840 -- 91 espèces - genre Metrodira Gray, 1840 -- 1 espèce - genre Odontohenricia Rowe & Albertson, 1988 -- 8 espèces - genre Plectaster Sladen, 1889 -- 1 espèce - genre Rhopiella Fisher, 1940 -- 1 espèce | Selon ITIS (18 décembre 2013) : - genre Echinaster Müller et Troschel, 1840 - genre Henricia Gray, 1840 - genre Odontohenricia Rowe et Albertson, 1988 - genre Poraniopsis Perrier, 1891 - genre Stegnaster Sladen, 1889 |

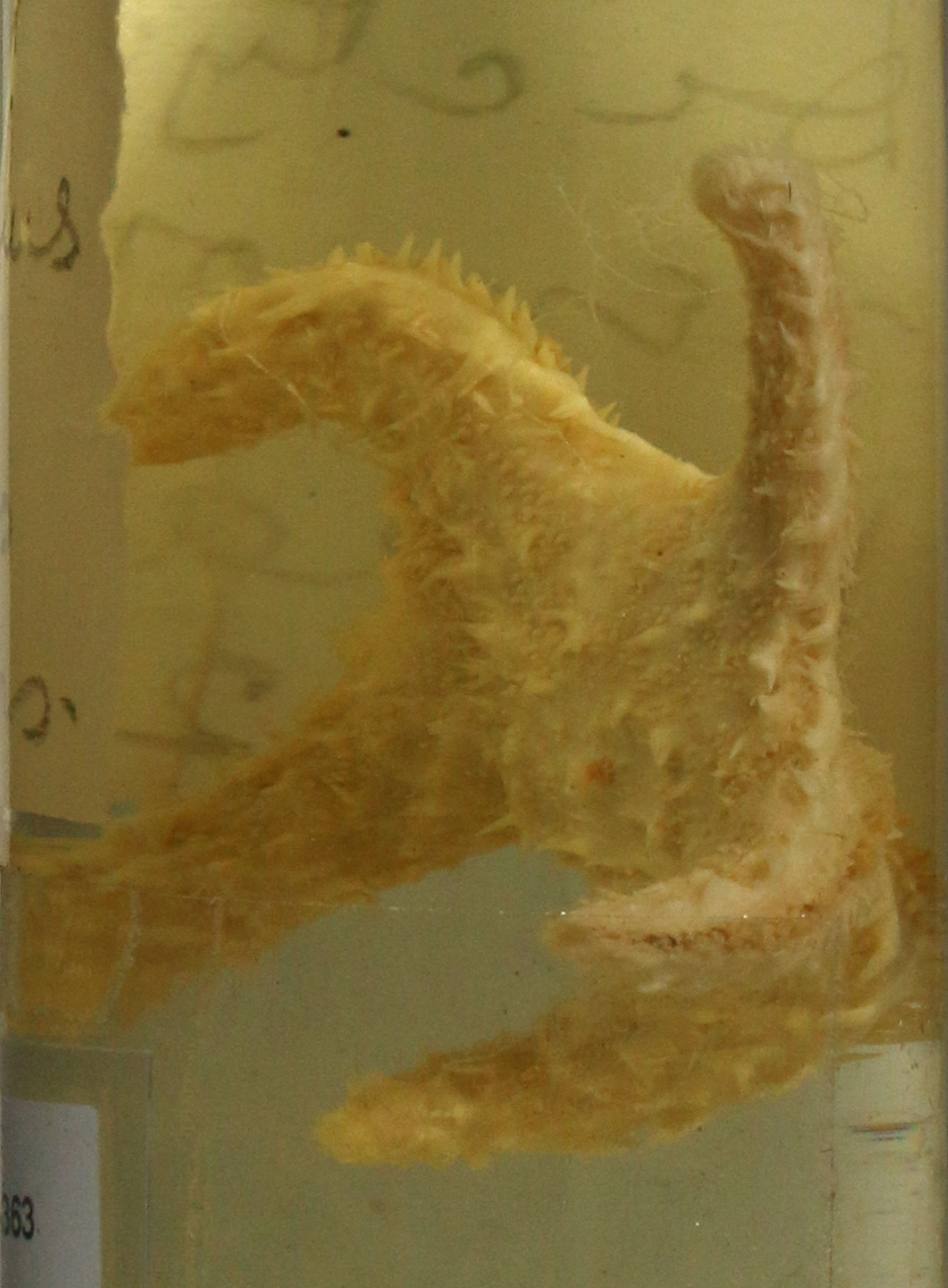
Dictyaster xenophilus
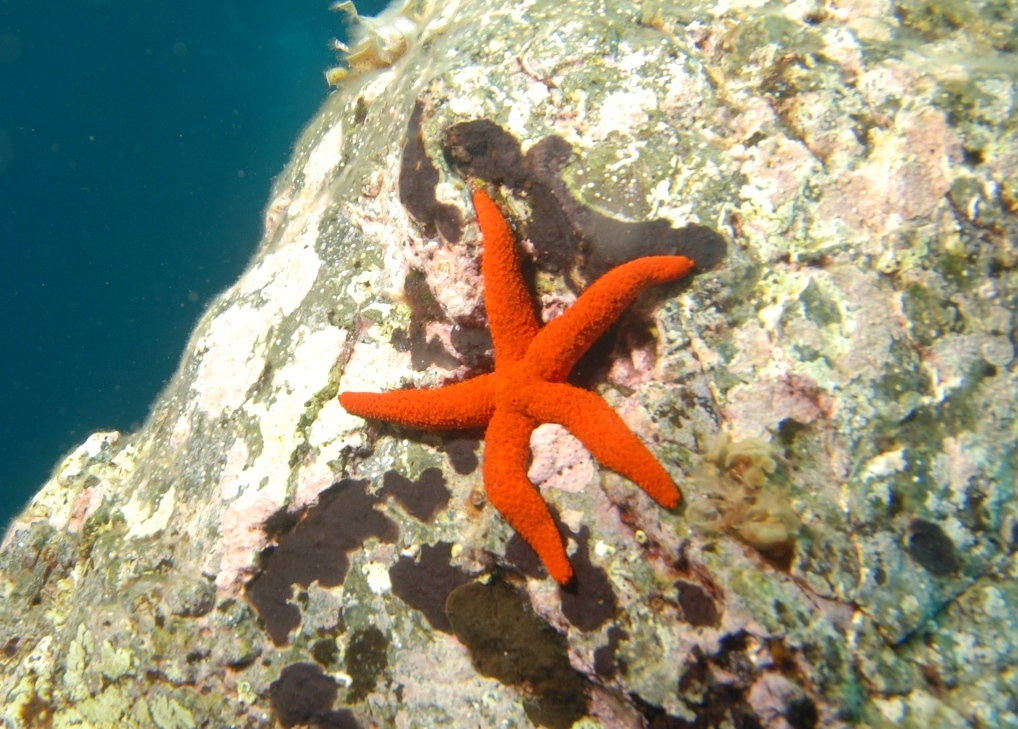
Echinaster sepositus
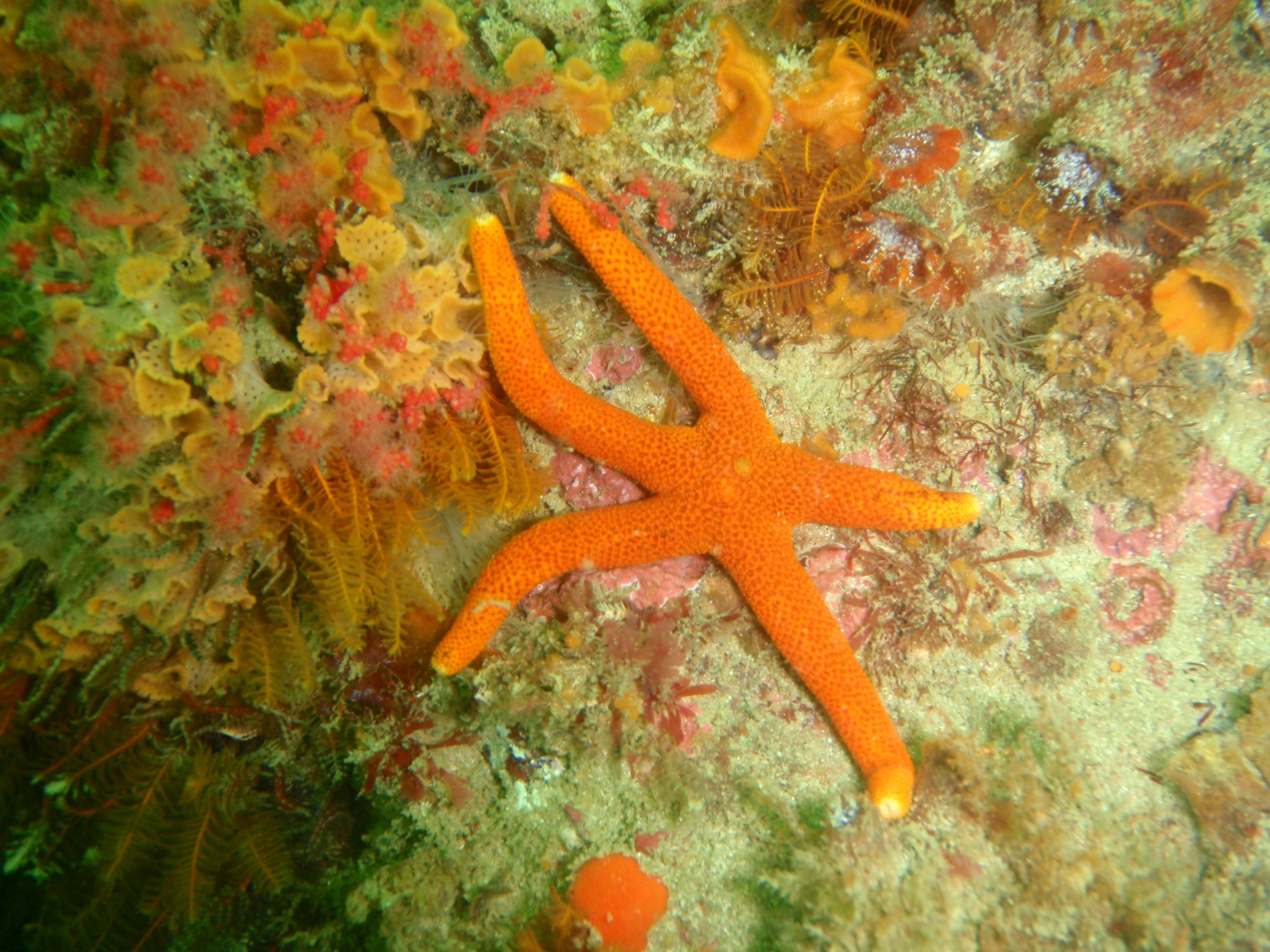
Henricia ornata
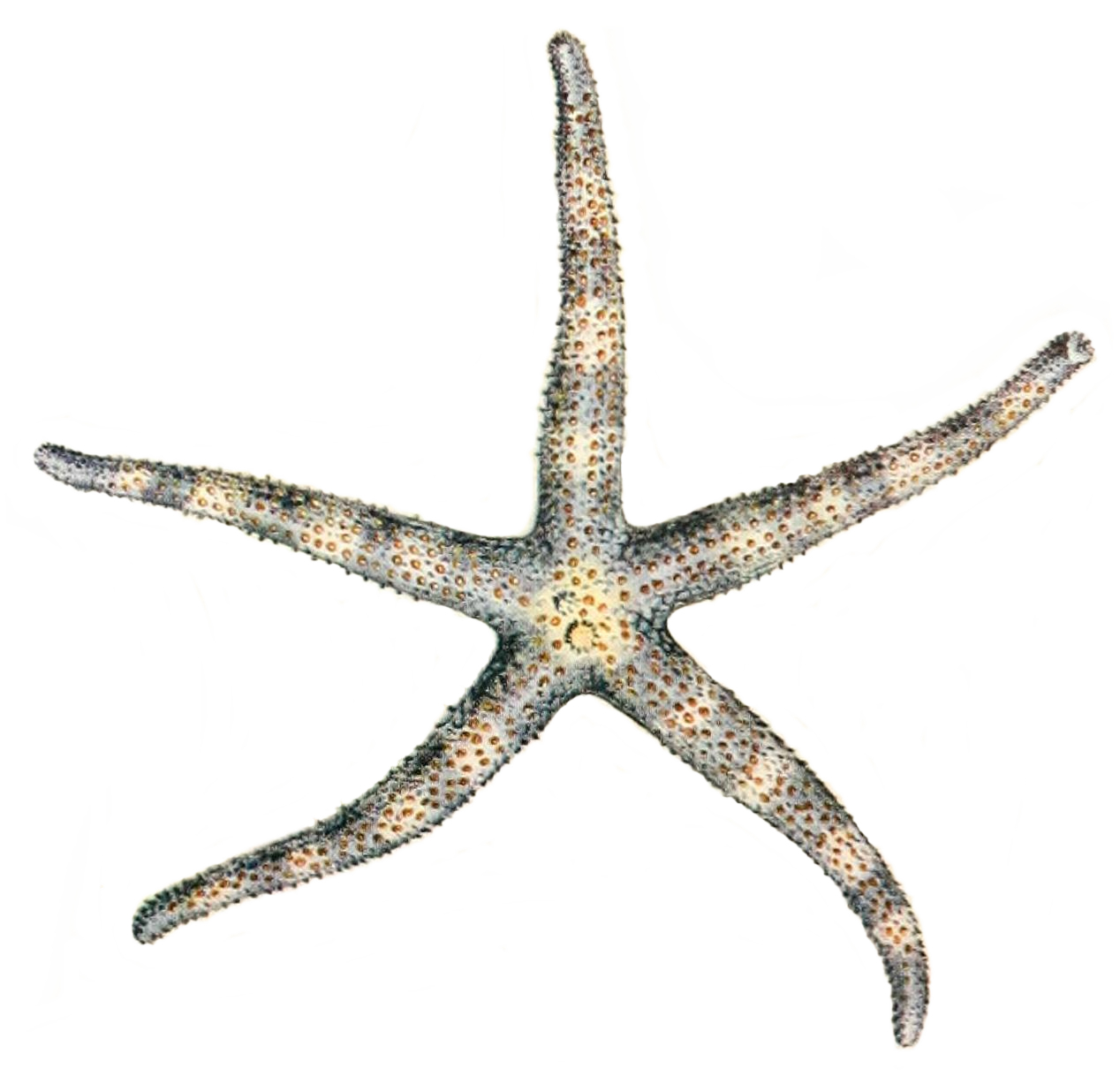
Metrodira subulata
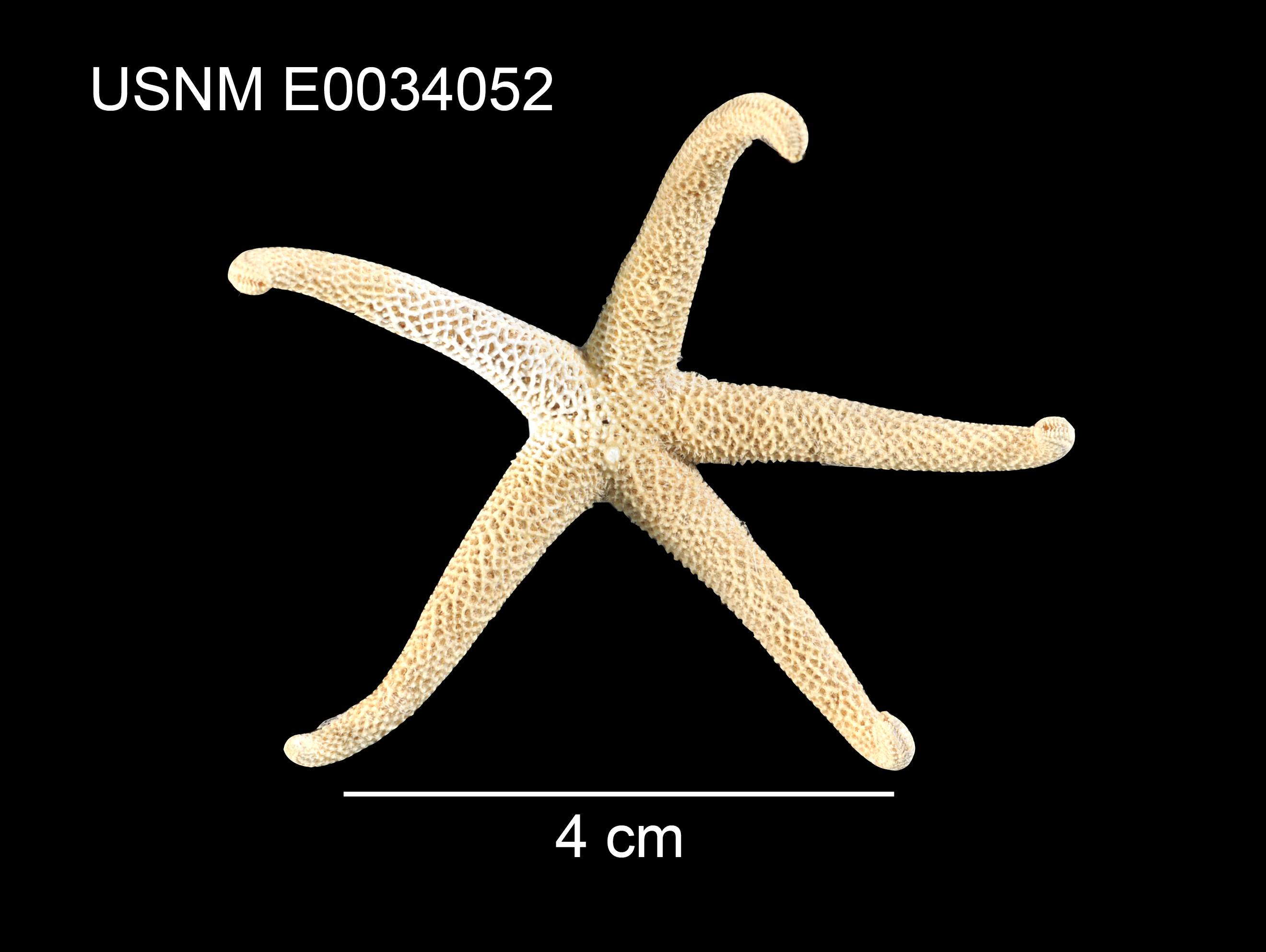
Odontohenricia hayashii
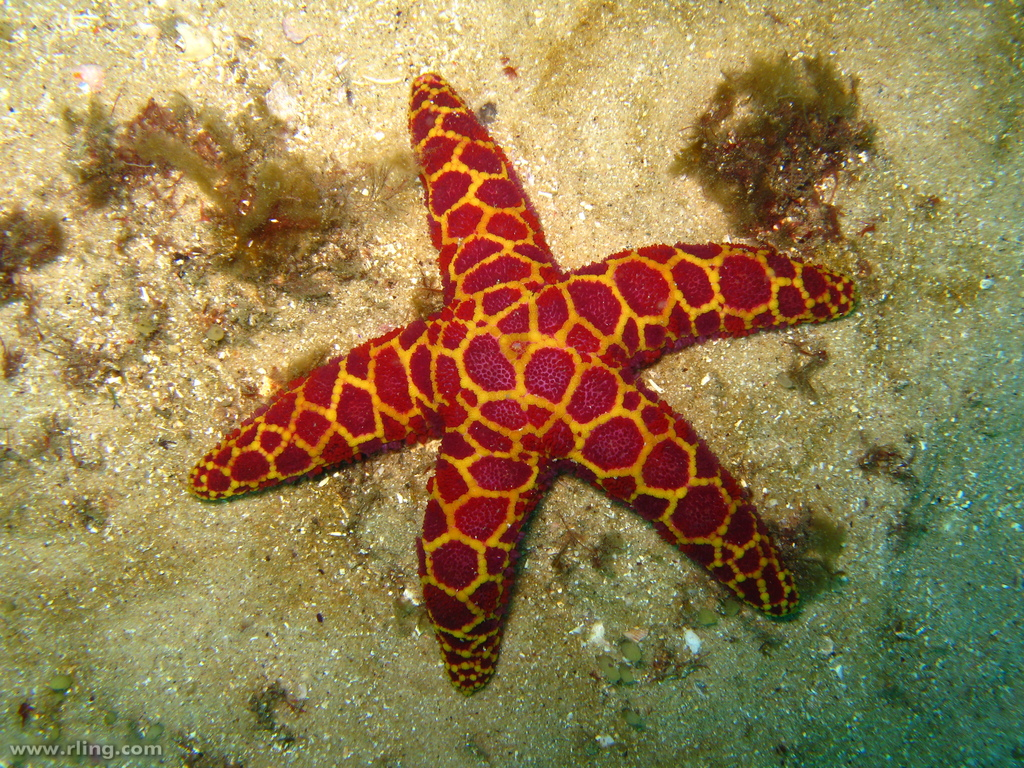
Plectaster decanus
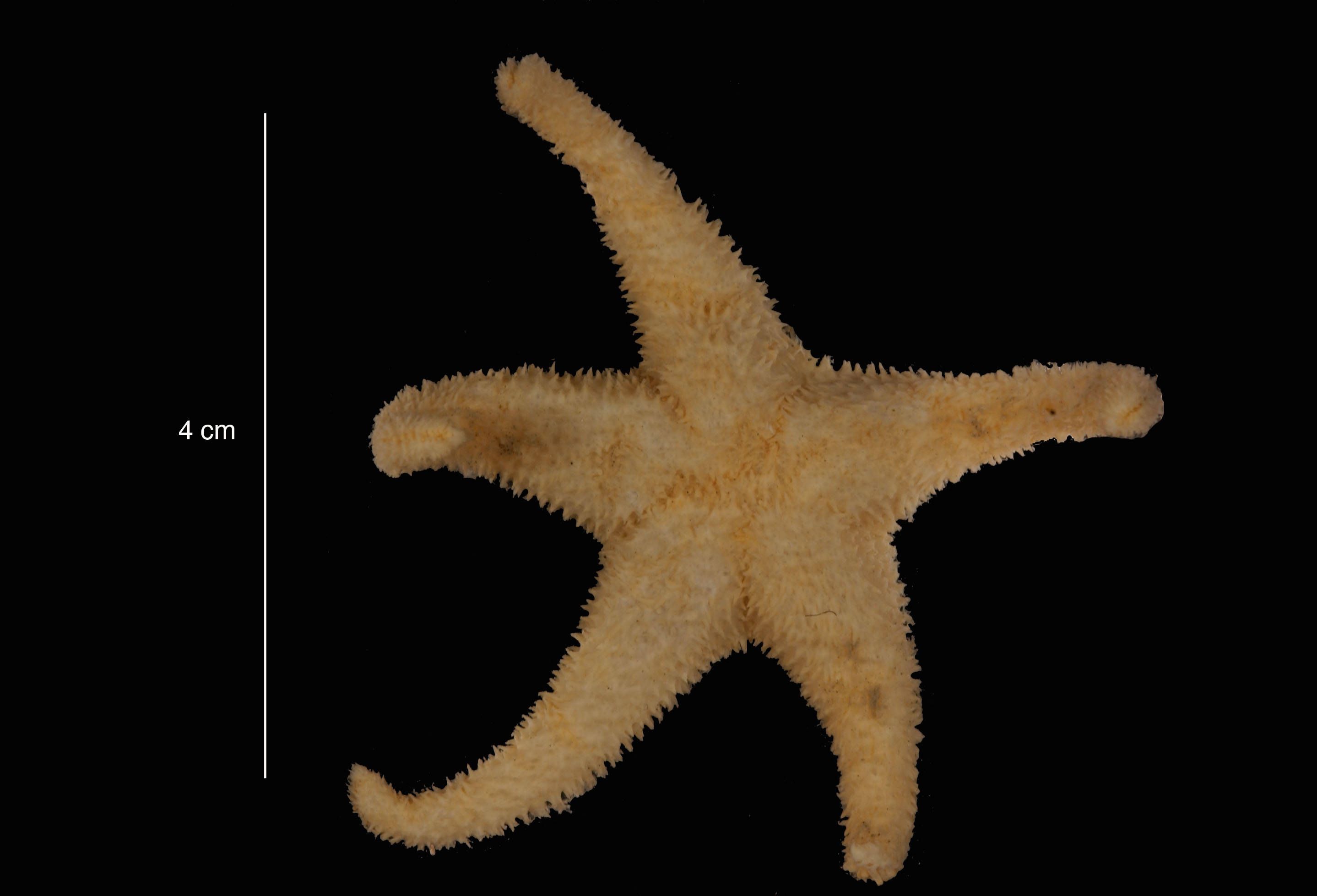
Rhopiella hirsuta